# Calidris pacis
Calidris pacis är en utdöd fågel i familjen snäppor inom ordningen vadarfåglar. Den beskrevs 1955 utifrån fossila lämningar från miocen funna i Florida, USA.